# Rimas Mikalauskas
Rimas Mikalauskas (ur. 23 lutego 1967 w Kurszanach) – litewski duchowny ewangelicki, zastępca superintendenta generalnego Litewskiego Kościoła Ewangelicko-Reformowanego.

## Życiorys
W 1985 ukończył szkołę sportową w Poniewieżu. W młodości czynnie uprawiał piłkę nożną, grał m.in. w klubach młodzieżowych „Ekranas”, „Statyba” i „Moksklas”. Od 1985 do 1987 służył w ochronie przeciwpożarowej Armii Radzieckiej.
W 1987 podjął studia na Wydziale Historii Uniwersytetu Wileńskiego, które ukończył w 1992. W 1990 należał do inicjatorów powołania korporacji studentów historii „Tilia”, a w latach 1991–1992 pełnił funkcję przewodniczącego samorządu studentów Wydziału.
W latach 1992–1993 pracował w Centrum Analiz i Informacji Sejmu Republiki Litewskiej odpowiadając za kontakty medialne. W 1998 ukończył studia na Wydziale Teologii Ewangelickiej Chrześcijańskiej Akademii Teologicznej w Warszawie. Po powrocie na Litwę nauczał kultury fizycznej, historii, religii i etyki na szkołach letnich „Žilvitis”. Pracował również jako nauczyciel w szkołach średnich w Kurszanach, Szatach, Kiejdanach i Birżach. Znalazł się wśród inicjatorów wskrzeszenia protestanckiej organizacji młodzieżowej „Radvila”.
W 1998 został ordynowany w Kiejdanach na diakona, a rok później na księdza. Od 1999 do 2003 roku pełnił urząd proboszcza w parafii kiejdańskiej, od 2003 stoi na czele wspólnoty reformowanej w Birżach. Jest administratorem parafii reformowanych w Szwabiszkach i Popielu.
Od 2001 zasiada w Synodzie Kościoła Ewangelicko-Reformowanego. 27 sierpnia 2004 wybrano go pierwszym po II wojnie światowej superintendentem generalnym litewskiej wspólnoty reformowanej. Urząd sprawował przez dwie kadencje do 2010. Obecnie jest zastępcą superintendenta generalnego.
Reprezentuje Litewski Kościół w Światowym Aliansie Kościołów Reformowanych. Jest członkiem stałym Konferencji Zwierzchników Europejskich Kościołów Ewangelicko-Reformowanych.
Żonaty z Renatą, razem mają troje dzieci. 